# ISO 3166-2:CA
Detta är en lista över koder i ISO 3166-2-standarden som gäller för Kanadas 10 provinser och tre territorier.

## Nuvarande koder

Karta över Kanada.

| Kod   | Namn (en)                 | Namn (fr)                 | Kategori    |
| ----- | ------------------------- | ------------------------- | ----------- |
| CA-AB | Alberta                   | Alberta                   | provins     |
| CA-BC | British Columbia          | Colombie-Britannique      | provins     |
| CA-MB | Manitoba                  | Manitoba                  | provins     |
| CA-NB | New Brunswick             | Nouveau-Brunswick         | provins     |
| CA-NL | Newfoundland and Labrador | Terre-Neuve-et-Labrador   | provins     |
| CA-NS | Nova Scotia               | Nouvelle-Écosse           | provins     |
| CA-ON | Ontario                   | Ontario                   | provins     |
| CA-PE | Prince Edward Island      | Île-du-Prince-Édouard     | provins     |
| CA-QC | Quebec                    | Québec                    | provins     |
| CA-SK | Saskatchewan              | Saskatchewan              | provins     |
| CA-NT | Northwest Territories     | Territoires du Nord-Ouest | territorium |
| CA-NU | Nunavut                   | Nunavut                   | territorium |
| CA-YT | Yukon Territory           | Territoire du Yukon       | territorium |